# يوسيفوس أجستوس
يوسيفوس أجستوس (1602- 21/5/1668) وهو قسيس ولاهوتي كلداني من الكنيسة الكلدانية الكاثوليكية ولد في سنة 1602 في مدينة الموصل في شمال العراق، وكان له عدة نظريات عن اللاهوت والدين وناهض الفساد الذي كان موجود في الكنيسة الكاثوليكية بعد ان تحول إلى اللوثرية.

## حياته
يوسيفوس ولد في سنة 1602 في مدينة الموصل في شمال العراق وهو من عائلة كلدانية كاثوليكية، لكن عائلته ماتت سنة 1606 وأصبح يتيما فتم إرساله إلى القدس وتربي هناك في دير الاباء الفرنسيسكان، وبعد تم ارساله إلى روما واختير شماسا من قبل البابا أوربان الثامن شخصيا، وبعد ذلك نال شهادة الدكتوراة في اللاهوت في جامعة بونوسيس في بولونيا، وبعد ذلك تنقل بين فيينا وبراغ ودرسدن وثم ذهب إلى فيتنبرغ، ويقول بأنه رأها كأورشليم الجديدة وهناك بدأ يهاجم الكنيسة الرومانية الكاثوليكية.
وفي سنة 1643 نال يوسيفوس شهادة في اللاهوت في جامعة فيتنبرغ واستمر بمهاجمة الكنيسة الكاثوليكية إلى ان مات هناك.